# Sanseong (métro de Séoul)
Sanseong, (en coréen : 산성) est une station de passage de la ligne 8 du métro de Séoul. Elle est située, 7 Sinheung 2-dong, dans l'arrondissement de Sujeong-gu à Seongnam, située au sud-est de Séoul, en Corée du Sud.

## Situation sur le réseau

Plan du réseau (2023)

## Services aux voyageurs

### Accès et accueil

Installations
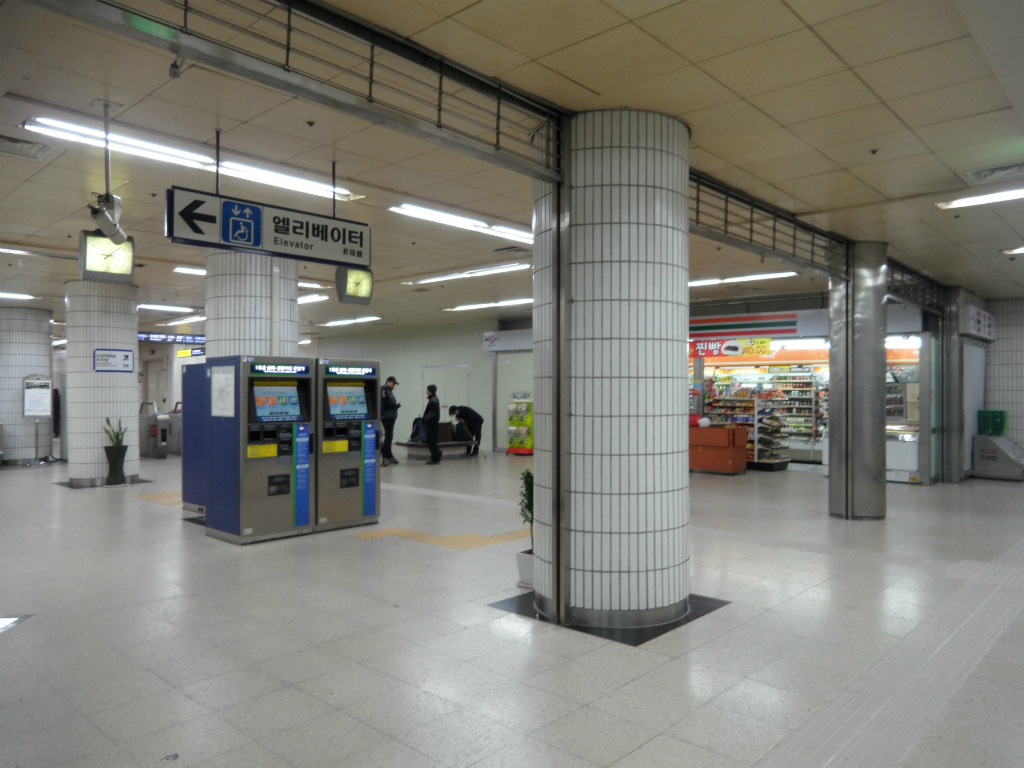
En 2014.
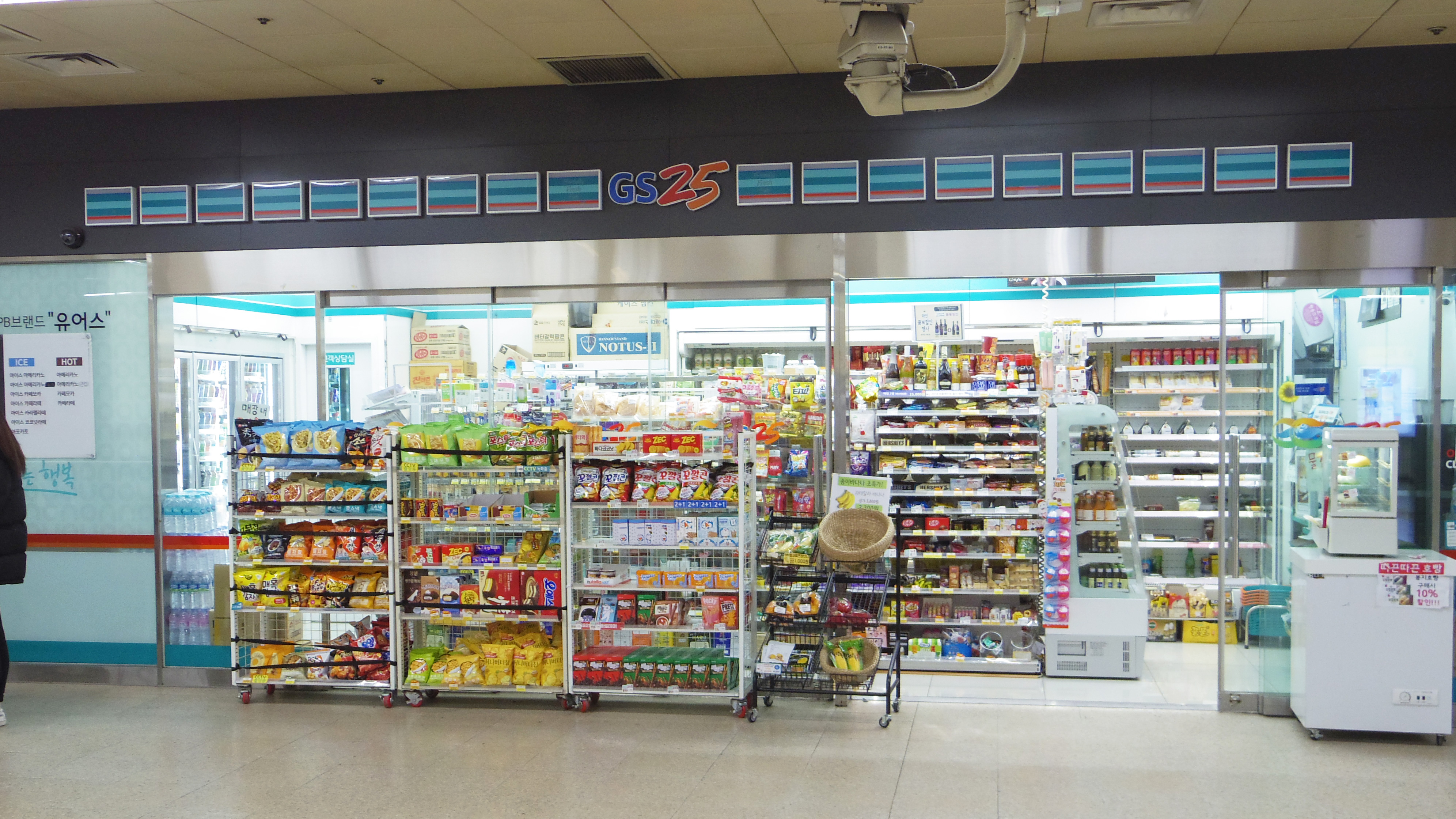
En 2018.

### Desserte

Installations
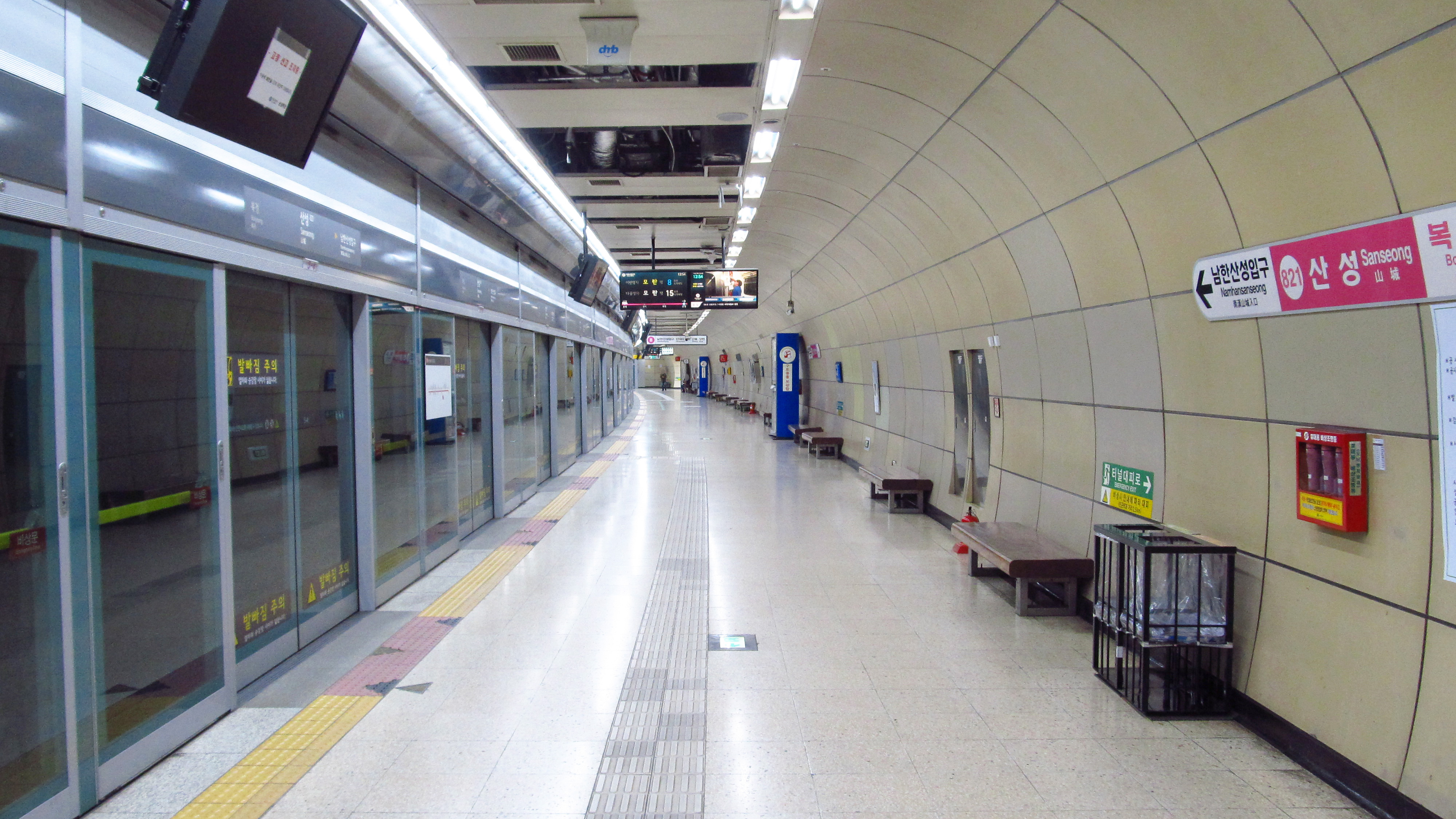
En 2018.
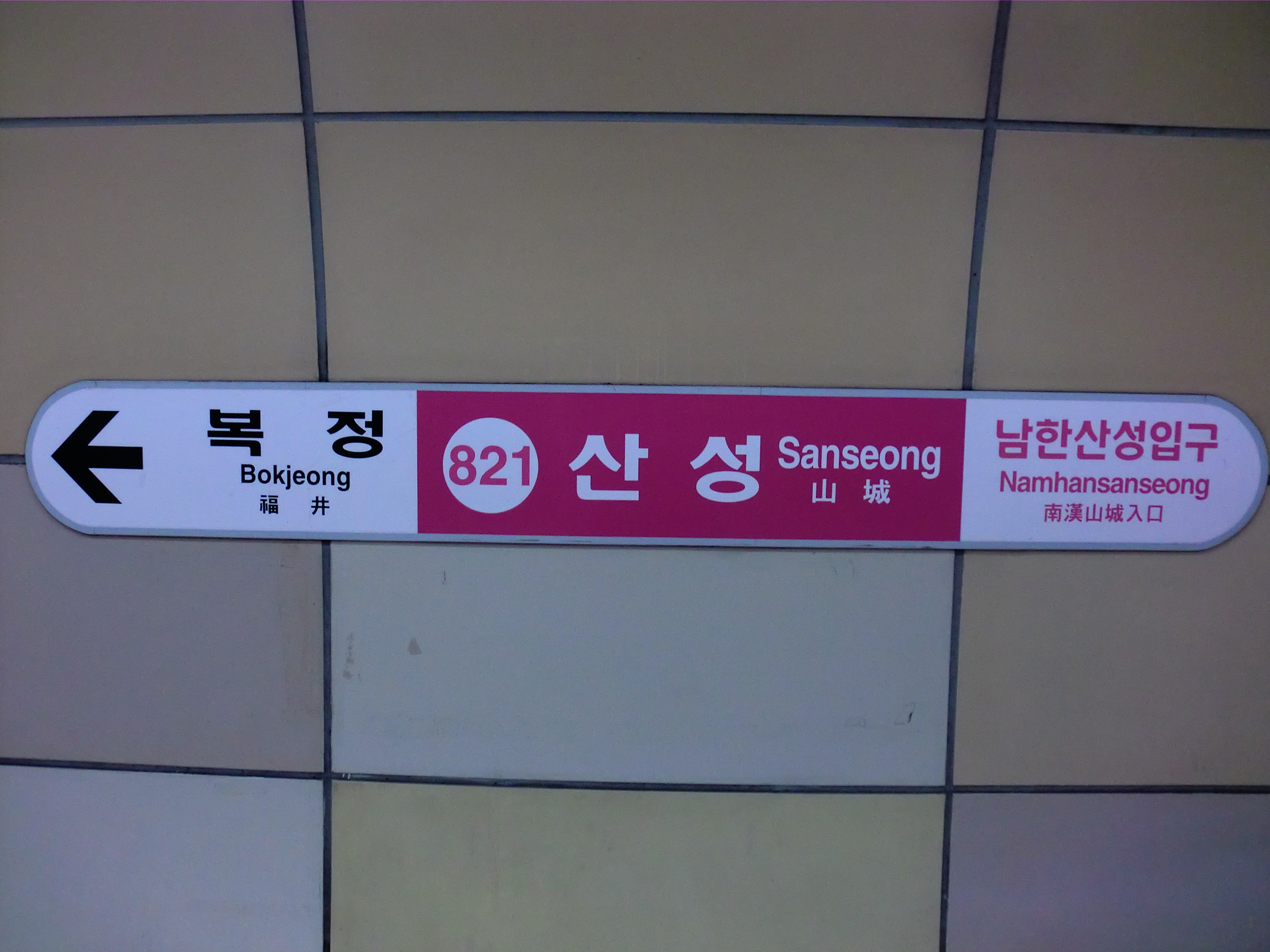
En 2015.
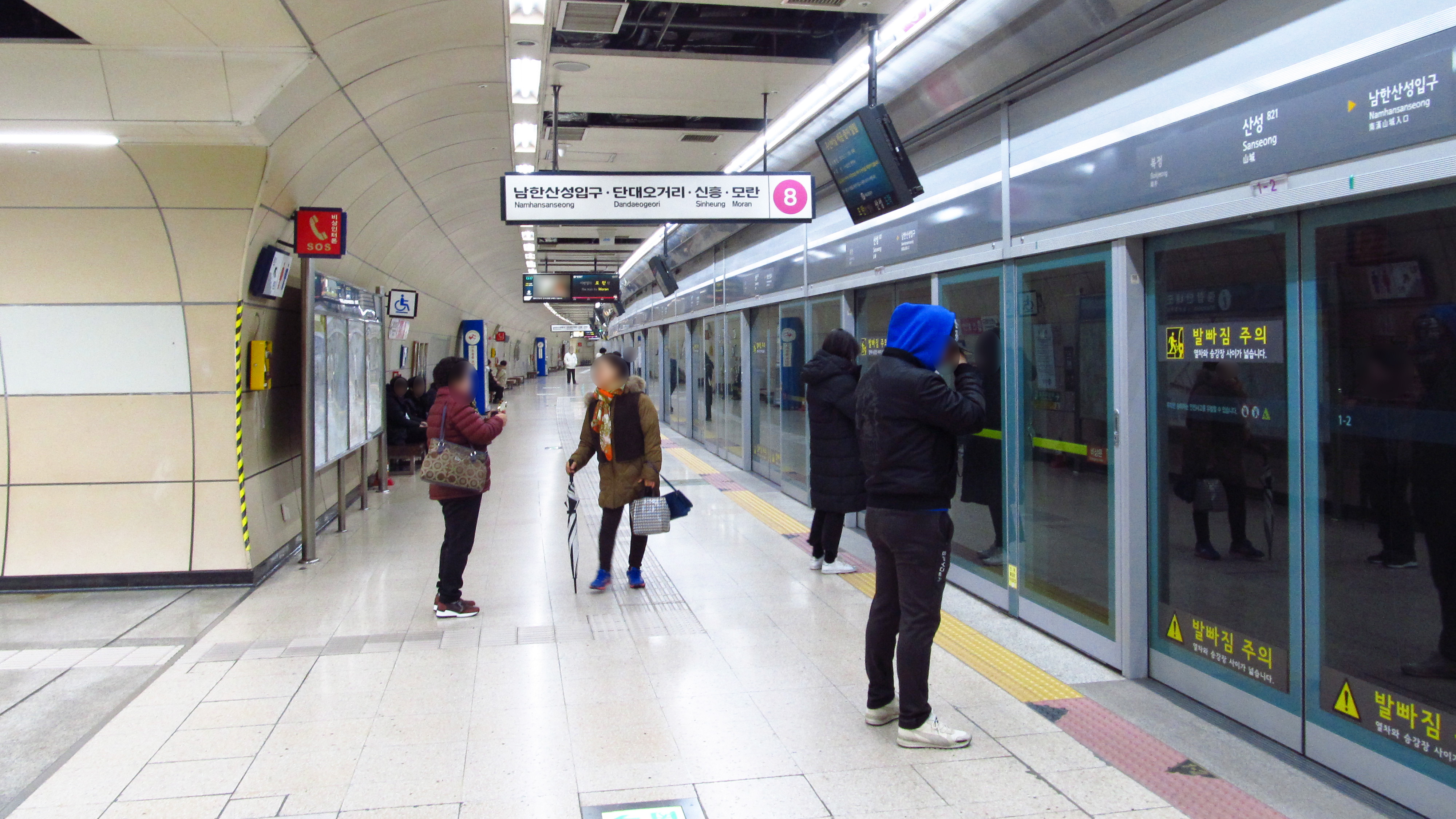
En 2018.